# Serge Tisseron
 (mars 2022).
Serge Tisseron, né le 8 mars 1948 à Valence (Drôme), est un psychiatre, docteur en psychologie habilité à diriger des recherches en Sciences humaines cliniques, co-responsable, avec Frédéric Tordo, depuis 2017 du Diplôme Universitaire (DU) de « Cyberpsychologie », à l’université Paris Cité.

## Biographie
Après une année passée en hypokhagne au lycée du Parc comme interne, et la validation de propédeutique lettres, il s’oriente vers la médecine avec l’intention de devenir psychiatre. En 1975, soutient la thèse, Contribution à l'utilisation de la bande dessinée comme instrument pédagogique : une tentative graphique sur l'histoire de la psychiatrie, présentée sous la forme d'une bande dessinée. Elle est publiée dans une version largement augmentée en 1977 aux Editions Savelli.
En 1976, Serge Tisseron passe son certificat d’études spécialisées en psychiatrie. Son mémoire porte sur l’utilisation pédagogique de la bande dessinée.
Il est reçu au concours d’internat de Paris. Il s’intéresse aux différents courants de soin, fait une formation en thérapie comportementales dans le laboratoire de Madame Mélinée Agathon. Puis part travailler un mois dans une Unité sanitaire de base en Italie organisée sur un mode communautaire.
Parallèlement, il continue à dessiner. Entre 1978 et 1986, il est dessinateur dans la revue P-Dialogue et celle des Cemea VST sous le pseudonyme de Tysron, dans la Revue de thérapie comportementale (qui devient ensuite Revue de thérapie cognitivo-comportementale), puis dans la Revue de Psychiatrie Française.
En 1998, Serge Tisseron obtient une habilitation à diriger les recherches (HDR) de l'université Paris-Sorbonne. Il est chercheur associé au CRPMS (Centre de recherches Psychanalyse, médecine et société) à l’université Paris-Diderot depuis 2013 après avoir été chercheur associé au LASI (Laboratoire des atteintes somatiques et identitaires) à l'université Paris-Nanterre. Il est aujourd'hui chercheur associé au CRPMS à l'université Paris-Diderot.
En août 2018, le Centre national du cinéma et de l'image animée (CNC) lui a commandé un rapport sur le thème : « Quelles protections pour les mineurs dans l'audiovisuel à l'ère d'Internet ? »  Ce rapport rendu public en février 2020 propose un nouveau cadre législatif et économique à la protection des mineurs dans les domaines de l'audiovisuel. En 2018, il fait don de ses archives à la BnF. Ses écrits entrent au département des Manuscrits et ses photographies et dessins au département des Estampes. Son film Tisseron en quête de Serge est conservé au département Son, vidéo, multimédia. La BNF lui a consacré un hommage le 30 novembre 2019.
Il est membre de l'Académie des technologies depuis 2015, du Conseil national du numérique depuis 2021 et du conseil scientifique du centre de recherche psychanalyse médecine et société (CRPMS) de l'université Paris-Diderot. Il a été chroniqueur de l’émission Arrêt sur images. Entre 2009 et 2017, il réalise des chroniques de cinéma pour la revue Cerveau et psycho et depuis 2016 pour la revue de l’École des parents et des éducateurs.

## Recherche
Son travail de recherche porte sur les secrets de famille, les relations aux images et le rapport des enfants aux nouvelles technologies.

### Thèse
1975 Contribution à l'utilisation de la bande dessinée comme instrument pédagogique : une tentative graphique sur l'histoire de la psychiatrie présentée sous la forme d'une bande dessinée.

### Tintinologie et recherches sur les secrets de famille
En 1982, Serge Tisseron propose de voir, à partir de la seule étude des albums de Tintin, un secret dans la famille de Hergé : celui de la souffrance d'un garçon non reconnu par son père, un homme illustre et important (« Haddock et le fantôme du Chevalier, la question du père dans les Aventures de Tintin » Cahiers Confrontation numéro 8, automne 1982, suivi de « Tintin chez le psychanalyste » 1985). Or c'est exactement le secret révélé en 1988 par la découverte d'archives et de documents jusque-là inconnus sur la biographie de Hergé (T. Smolderen et P. Sterckx, Hergé, Portrait biographique, Casterman, 1988). Il a ensuite publié le premier ouvrage théorique consacré aux secrets familiaux (Tintin et les Secrets de famille), le premier ouvrage entièrement consacré à la honte (La Honte, psychanalyse d’un lien social), puis Secrets de famille, mode d’emploi,.

### La photographie
En 1990, il est conseiller scientifique de l’exposition des photographies marocaines de l’aliéniste Gaétan Gatian de Clérambault qu’il a contribué à faire restaurer (centre Beaubourg, BPI). Puis il publie avec Mounira Khemir l’ouvrage Gaétan Gatian de Clérambault. Psychiatre et photographe.
Il organise l’exposition « Flous et modernités » présentée aux rencontres d’Arles sur l’explosion du flou dans les années 1990-2000 qui suscite des interrogations de Michel Guerrin. Elle est partiellement reprise avec une interview de Serge Tisseron lors de l’exposition organisée au Musée de l’Élysée à Lausanne en 2023 dans le cadre de l'exposition « Flou. Une histoire photographique ».

### L’extimité
En août 2001, dans son ouvrage L’intimité surexposée consacrée à l’émission de téléréalité Loft Story, il donne du mot extimité une définition nouvelle : le désir de rendre visibles certains aspects de soi jusque-là considérés comme relevant de l'intimité. Cette définition connaîtra ensuite un succès considérable avec le développement d’Internet (article extimité sur Wikipédia).

### Mémoires des catastrophes
Après la parution en 2007 de son ouvrage La Résilience, dans lequel il condamne la réduction du concept centré sur l’individu, et plaide en faveur d’une résilience collective, il est contacté par Jacques Faye, chef du bureau de l'information préventive à la direction de la prévention des pollutions et des risques, pour envisager une action commune favorisant la prévention des catastrophes naturelles. Il crée alors  l’ « Institut pour l’histoire et la mémoire des catastrophes », puis le site www.memoiresdescatastrophes.org, qui est financé depuis sa création par le MEDDE.

### Pocket film empathie
Dans le cadre d’un financement par la préfecture de police, Serge Tisseron crée avec Benoit Labourdette un programme destiné à permettre aux éducateurs d’entrer en contact avec les jeunes déscolarisés en utilisant leur portable comme moyen de s’approprier leur propre vie. Le projet est mis en pratique d’abord avec les éducateurs de l’association Charonne (75010. Paris), puis ceux de l’association Canal (St Denis).

### Relations aux objets numériques
Dès 2011, il alerte sur les risques que peuvent faire courir les robots domestiques sur la construction de l’intersubjectivité. En 2015, il publie le premier ouvrage entièrement consacré à la robotique et dénonce le mensonge de « l’empathie artificielle ». En 2021, il participe à la demande de Olivier Feix à la mise au point d’une salle d’expérimentation dans le cadre du Campus Cyber pour mieux comprendre les failles humaines face aux cybers attaques, et participe à l’enseignement d’un cursus EMBA en cyber sécurité, dans le cadre de Galileo global éducation. Le 5 novembre 2024, il participe au lancement de l’association Predictive cyberlab dont il fait partie du conseil scientifique, dont l’objectif est de sensibiliser les entreprises et les collectivités locales à la cybersécurité.

### 3-6-9-12+
Pour aider les parents à savoir à quel moment et de quelle façon introduire les écrans dans la vie de l’enfant, il propose en 2008 « la règle 3-6-9-12 ». Elle est relayée en 2011 par l’Association Française de Pédiatrie Ambulatoire (AFPA) , puis par l’Avis de l’Académie des sciences. Il en précise les contenus dans Grandir avec les écrans, la règle 3-6-9-12 et reçoit en 2013 un Award du Fosi (Family Online Safety Institute) pour l’ensemble de ses travaux sur les jeunes, la famille et Internet. Parallèlement, la coordination de l’aide aux victimes de maltraitance de Wallonie reprend ces repères d’âge et lance sa propre campagne, mais en proposant un accès libre à Internet dès 9 ans. En 2024, il publie 3-6-9-12+, apprivoiser les écrans et grandir (éres).

### Le Jeu des Trois figures
En 2010, il présente un programme de lutte contre la violence en milieu scolaire basé sur le développement des compétences empathiques (le « Jeu des Trois Figures ») qu’il a expérimenté en 2007 avec le soutien de la Fondation de France. Philippe Meirieu lui consacre un documentaire en 2011 , et Télé matin un reportage le 07/04/2015. Elle est indiquée en 2013 dans l’avis de l’Académie des sciences comme une activité permettant aux enfants de mieux gérer l’impact de la violence que les images exercent sur eux. Elle est recommandée par la Ligue de l’enseignement . En 2023, la méthode est généralisée à l’ensemble de l’académie de Paris dans le cadre du programme pHARe (prévention du harcèlement à l'école  . Depuis 2022, l’association « Développer l’empathie par le jeu des trois figures » est soutenue par la fondation citoyenne Make.org.

## Polémique
En 2014, Serge Tisseron répond à Camille Beglin dans Le Figaro, dans une interview titré Tant pis pour elles !. Il estime que des actrices déposant des photos intimes dans le "cloud", devraient être conscientes des risques encourus. Il y rappelle l'importance d'une éducation aux bonnes pratiques sur internet. L'article est critiqué par quelques médias qui y voient du Slut-shaming,,.

## Œuvre

### Ouvrages
- Le jour où j’ai tué mon frère, quand l’IA fabrique la photographie de nos souvenirs, 2025, Lamaindonne.
- Serge Tisseron, Au fond du couloir à gauche: Un musée populaire de la différence des sexes, Armand Colin, 2025, 96 p. (ISBN 9782200641924)
- Le déni, ou la fabrique de l'aveuglement, 2022, Éd. Albin Michel
- L’emprise insidieuse des machines parlantes, plus jamais seul, 2020, Les Liens qui Libèrent.
- Mort de honte, 2019, Albin Michel.
- Petit traité de cyber psychologie, 2018, Le Pommier.
- Serge Tisseron, La Résilience, Presses universitaires de France, coll. « Que sais-je ? », 2017 (ISBN 9782130792581)
- Empathie et manipulations, les pièges de la compassion, 2017, Éd. Albin Michel (rééd. 2020).
- Le jour où mon robot m’aimera, vers l’empathie artificielle, 2015, Éd. Albin Michel.
- Guide de survie pour accrocs aux écrans… ou comment garder ton ordi et tes parents, 2015, Nathan.
- La main, l’oeil, l’image, 2014, INA Éditions.
- Un psy au cinéma, 2013, Belin.
- 3-6-9-12, apprivoiser les écrans et grandir, 2013, Érès (rééd. 2017).
- Fragments d’une psychanalyse empathique, 2013, Albin Michel.
- Rêver, fantasmer, virtualiser : du virtuel psychique au virtuel numérique, 2012, Dunod.
- Les secrets de famille, 2011, Puf, coll. « Que sais-je ? »
- L’empathie au cœur du jeu social, 2010, Albin Michel.
- Les dangers de la télé pour les bébés, 2008, Érès (rééd. 2018).
- Qui a peur des jeux vidéo ?, 2008, Albin Michel (avec Isabelle Gravillon).
- Virtuel, mon amour. Penser, aimer, souffrir, à l’ère des nouvelles technologies, 2008, Albin Michel.
- La résilience, 2007, Puf, coll. « Que sais-je ? » (rééd.)
- Vérités et mensonges de nos émotions, 2005, Albin Michel (rééd. Le Livre de poche, 2011).
- Voyage à travers la honte, 2005, Coordination de l’aide aux victimes de la maltraitance. Ministère de la Communauté française. Bruxelles, Éd. Henry Ingberg.
- Manuel à l’usage des parents dont les enfants regardent trop la télévision, 2004, Bayard.
- Comment Hitchcock m’a guéri, 2003, Albin Michel (rééd. Hachette, 2005).
- Les Bienfaits des images, 2002, Odile Jacob.
- L’intimité surexposée, 2001, Ramsay (rééd. Hachette, 2002).
- Petites mythologies d’aujourd’hui, 2000, Aubier.
- Enfants sous influence, les écrans rendent-ils les jeunes violents ?, 2000 (réed. 10/18, 2002).
- Nos secrets de famille, histoire et mode d’emploi, Ramsay, 1999.
- Comment l’esprit vient aux objets, 1999, Aubier (rééd. Puf, 2015).
- Y a-t-il un pilote dans l’image ?, 1998, Aubier.
- Du bon usage de la honte, 1998, Ramsay.
- Le Mystère de la chambre claire, 1996, Les Belles Lettres (rééd. Flammarion, 1999).
- Serge Tisseron, Psychanalyse de la bande dessinée, PUF, 1997, 170 p. (ISBN 978-2080814722)
- Le bonheur dans l’image, 1996, Les empêcheurs de penser en rond.
- Secrets de famille, Mode d’emploi, Ramsay, 1996 (rééd. Marabout, 1997).
- Psychanalyse de l’image, des premiers traits au virtuel, 1995, Dunod (rééd. Hachette, 2010, 2020).
- Tintin et le secret d’Hergé, 1993, Presses de la Cité.
- La honte, psychanalyse d’un lien social, 1992, Dunod (réed. 2020).
- Serge Tisseron, La bande dessinée au pied du mot, Aubier, 1992, 166 p. (ISBN 978-2700728279)
- Serge Tisseron, Tintin et les Secrets de famille, Aubier, 1990, 192 p. (ISBN 2700721683)
- Serge Tisseron, Tintin chez le psychanalyste, Aubier, 1975, 191 p. (ISBN 978-2700721423)

### Collaborations
- Tisseron, S., Tordo, F. (2022). Comprendre et soigner l’homme connecté, manuel de cyber psychologie, Paris, Dunod.
- Tisseron, S., Tordo, F. (dir.) (2021). Pratiquer les cyber psychothérapie : jeu vidéo, réalité virtuelle, robots, Paris, Dunod.
- Bordet, J., Gutton, P., Tisseron S. (2014). Adolescence et idéal démocratique, Paris, In Press.
- Tassin, J. P., Tisseron S. (2014). Les 100 mots du rêve, Ce que les rêves disent de nous, Puf, coll. « Que sais-je ? »
- Bach J. F, Houde O., Lena P., Tisseron S. (2013). L’enfant et les écrans, un avis de l’Académie des Sciences, Le Pommier.
- Cahn R., Gutton P., Robert P., Tisseron S. (2013). L’Ado et son psy, nouvelles approches thérapeutiques en psychanalyse,  Inn Press.
- Stiegler B., Tisseron S. (2009). Faut-il interdire les écrans aux enfants ? Mordicus.
- Guilleret A., Tisseron S. (2008). Le Mystère des graines à bébé, Albin Michel Jeunesse (ouvrage illustré).
- Papetti Y., Tisseron S. (1990). L’Érotisme du toucher des étoffes, Séguier.

### Bandes dessinées
- Histoire de la psychiatrie en bandes dessinées, 1978, Éditions Savelli.
- Les Oreilles sales, 1994, Les Empêcheurs de penser en rond.
- Bulles de divan, 2001, Calmann-Lévy/Ramsay.
- Journal d'un psychanalyste 2003, Calmann-Lévy/Ramsay, (rééd. Marabout 2004).
- Tintouin chez le psychanalyste, 2004, Calmann-Lévy.
- Dessous de divan, 2004, Calmann-Lévy.

### Ouvrages illustrés pour enfants
- La Télé en famille, oui !, 2004, Bayard
- Le Petit Livre pour bien vivre les secrets en famille, 2006, Bayard jeunesse
- Le Mystère des graines à bébé[49], 2008, Albin Michel jeunesse (dessins de Aurélie Guillerey)

## Récompenses et distinctions

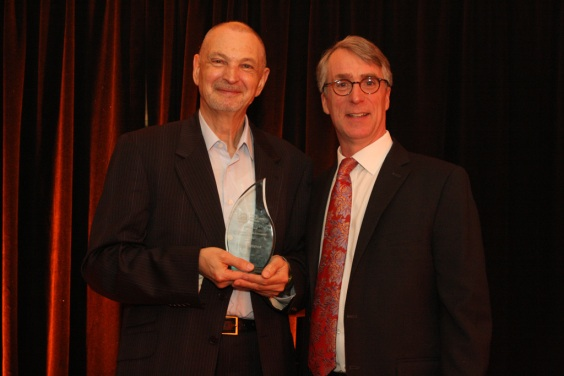
Serge Tisseron, recevant le prix FOSI en 2013.

- 1975 : lauréat de la faculté de médecine de Lyon
- 2002 : Prix du livre de télévision pour L'intimité surexposée (Ramsay, 2001)
- 2004 : Prix Stassart de l'Académie des sciences morales et politiques
- 2004 : Les Bienfaits des images : prix Stassart de l’Académie des sciences morale et politique
- 2013 : Reconnaissance de Serge Tisseron par le Family Online Safety Institute (FOSI) pour l'ensemble de ses travaux
- 2017 :  Chevalier de la Légion d'honneur[50]